# Куликоро (область)
Кулико́ро (фр. Koulikoro) — область (провинция) в Мали.
- Административный центр — город Куликоро.
- Площадь — 95 848 км², население — 2 418 305 человек (2009 год).

## География

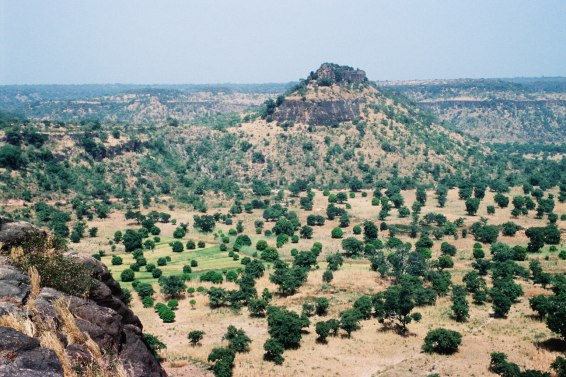
Окрестности Сиби

На западе граничит с областью Каес, на востоке с областью Сегу, на юге с областью Сикасо, на севере с Мавританией, на юго-западе с Гвинеей. Также анклавом провинции является столичная административная единица Бамако.
Провинция Куликоро расположена в юго-западной части Мали.
Через территорию Куликоро протекают реки Нигер, Бауле, Санкарани, Баоге, Бани, Бафинг. В южной части провинции преобладают влажные саванны, на севере типичны ландшафты зоны Сахеля.

## Население
Население представлено народностями бамбара, малинке и сомоно.

## Административное деление

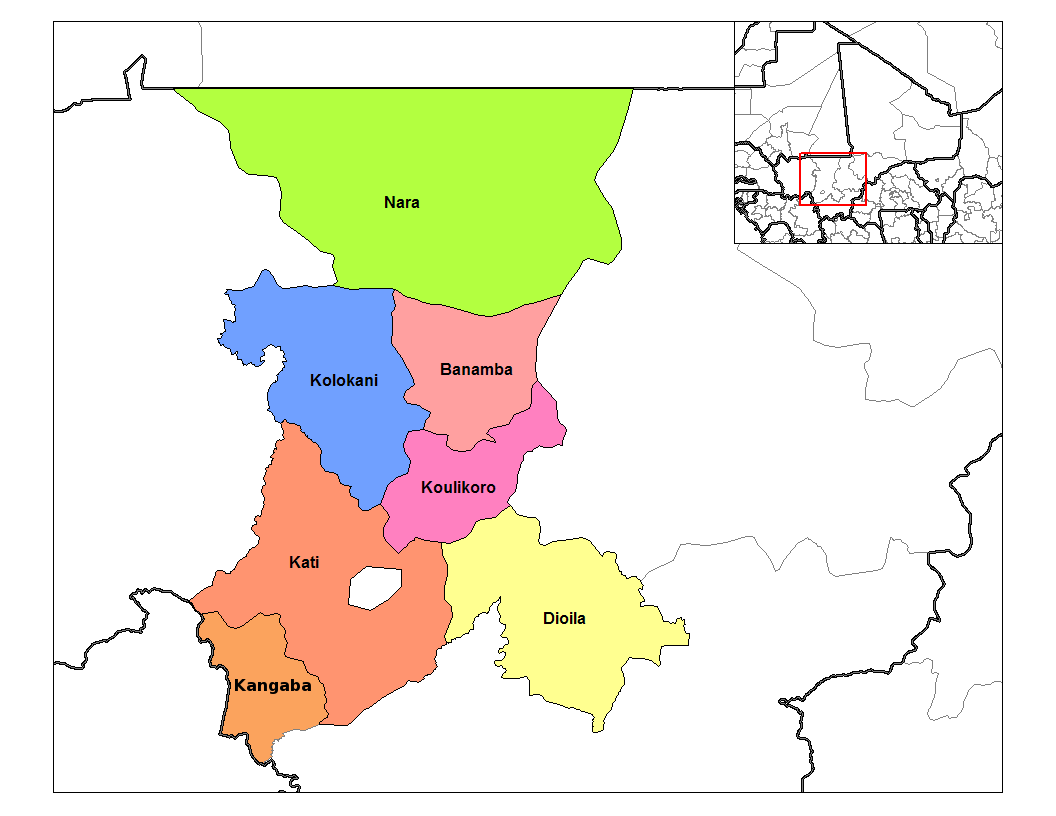
Административная карта Куликоро.

В административном отношении область состоит из 7 округов:
| Округ    | Площадь, км² | Население, чел. (2009) |
| -------- | ------------ | ---------------------- |
| Нара     | 30 000       | 242 990                |
| Банамба  | 7 500        | 190 235                |
| Колокани | 12 000       | 233 919                |
| Куликоро | 7 260        | 211 103                |
| Дьоила   | 12 794       | 491 210                |
| Кати     | 16 897       | 948 128                |
| Кангаба  | 5 500        | 100 720                |